# 西園寺実満
西園寺 実満（さいおんじ さねみつ、天保14年1月1日（1843年1月30日） - 大正7年（1918年）11月）は、江戸時代末期から明治時代にかけて活躍した人物。西園寺実文の子。

## 人物
実父・実文は実満が生まれる2年前に西園寺家より義絶されていた。実満自身は、幼少にして剃髪し、大和国の正法寺に入り、法名を栄朝と称し仏教や学問に励んだ。
文久元年（1861年）に父の実文が死去すると、肉親がいないために三条西季知の猶子になった。その後、実満は還俗し、西村丹波、松村篤之輔、植村徳之助などの変名を用い、木曾義仲の末裔を称した木曽源太郎（義顕）と共に、生野の変や戊辰戦争などに参戦した。
明治維新後は鎮将府に出仕し、行政官書記も務めたが、明治2年（1869年）に横井小楠暗殺に連座して下獄、後に三条西家に幽閉された。同5年（1872年）9月に赦免となった。同年の壬申戸籍では、実満は西園寺姓を名乗ることになったが、西園寺家との争いを避け、身分は平民とした。
その後は岩手県警部や盛岡警察署長などを務めたのちに下野し、国学、漢学、詩歌、書などに長じていたため、東京の神田一ツ橋に温和学堂を開き、門弟の教育にあたった。姪が東京都府中市善明寺の住職の室となっていたことから、晩年を善明寺で過ごした。大正7年（1918年）、76歳で没した。墓は善明寺にある。
子供に西園寺経世がいる。